# Fréquence meurtre
Ne doit pas être confondu avec Fréquence Crime (série télévisée).
Pour plus de détails, voir Fiche technique et Distribution.
Fréquence meurtre est un film français réalisé par Élisabeth Rappeneau et sorti en 1988.

## Synopsis
Jeanne Quester, psychiatre, outre son activité diurne au service des urgences, est l'animatrice de l'émission Nuit de Chine sur une radio FM. Le principe de l'émission étant de répondre aux problèmes psy des auditeurs, elle commence à recevoir des appels téléphoniques d'une voix étrange qui fait allusion à l'assassinat de ses parents lorsqu'elle était enfant. Elle constate parallèlement des intrusions dans son appartement. En apprenant que Faber, condamné comme meurtrier de sa famille, vient de sortir de prison, elle craint pour la sécurité de sa jeune fille Pauline et demande du secours à son frère Frank, commissaire de police. Celui-ci confie l'affaire à l'inspecteur Simon Lieberman qui ne parvient jamais à prendre Faber en flagrant délit de harcèlement téléphonique. Faber se manifeste auprès de Jeanne pour clamer son innocence, mais est assassiné peu après tandis que les appels téléphoniques continuent jusqu'à ce que Pauline soit enlevée. Lorsque Jeanne arrive sur les lieux du rendez-vous fixé par le mystérieux ravisseur-persécuteur, celui-ci s'avère être son frère, assassin de leurs parents, psychopathe rancunier et vindicatif lui reprochant son manque d'affection. Jeanne et sa fille seront sauvées par l'inspecteur Lieberman qui était déjà sur la piste du coupable.

## Fiche technique
- Titre original : Fréquence meurtre
- Réalisation : Élisabeth Rappeneau
- Scénario : Jacques Audiard, Élisabeth Rappeneau d'après le roman de Stuart M. Kaminsky, When The Dark Man Calls (1983)
- Dialogues : Jacques Audiard
- Producteur : Danièle Delorme et Yves Robert
- Musique : Philippe Gall
- Musiques additionnelles :
  - I Don't Want To Be A Hero, par le groupe Johnny Hates Jazz (album Turn Back The Clock, 1987)
  - China In Your Hand, par le groupe T'Pau (album Bridge of Spies, 1987)
- Photographie : William Lubtchansky
- Son : Jean-Pierre Ruh
- Montage : Martine Barraqué
- Décors : Pierre Gompertz
- Costumes : Caroline de Vivaise
- Pays de production :  France
- Langue de tournage : français
- Tournage extérieur : Paris
- Producteurs : Danièle Delorme, Yves Robert
- Sociétés de production : AAA Production, Les Films A2, Capac, Les Films de la Guéville, Soprofilms, CNC, Slav 1, Soffia, Sofima
- Sociétés de distribution : AAA , Gaumont Columbia Tristar Films, Hugo Films International
- Format : couleur — 35 mm — 1.66:1 — son monophonique
- Genre : thriller
- Durée : 103 minutes
- Date de sortie : France : 30 mars 1988

## Distribution
- Catherine Deneuve : Jeanne Quester
- André Dussollier : Frank Quester
- Martin Lamotte : Simon Lieberman
- Étienne Chicot : Roger
- Inès Claye : Pauline
- Madeleine Marie : Ida Faber
- Philippe Lehembre : Faber
- Daniel Rialet : Fred Bastin
- Alain Stern : Mac Gregor
- Martine Chevallier : Marie
- Josiane Stoléru : Véronique, la dame de l'agence
- Jean Pélégri : le docteur Pastor
- René Bouloc : Monsieur Chauveau
- Humbert Balsan : Alexian
- Annie Mercier : Madame Frémont
- Pascal Kerbel : Martin
- Claude Sitruk : Voyou n°1